# Nesobasis rufostigma
Nesobasis rufostigma – gatunek ważki z rodziny łątkowatych (Coenagrionidae). Endemit Fidżi, stwierdzony na wyspach Viti Levu, Kadavu, Koro i Ovalau. Jest bardzo pospolity. Opisał go T.W. Donnelly w 1990 roku.